# Limacòdids
Els limacòdids (Limacodidae) són una família de lepidòpters ditrisis de la superfamília dels zigenoïdeus (Zygaenoidea) per bé que la seva situació taxonòmica és controvertida.
Les seves erugues tenen una llunyana semblança amb els llimacs. Els seus capolls tenen forma de tassa.
Són de distribució mundial, però la majoria són tropicals. Hi ha 1.672 espècies descrites i probablement moltes més encara per assignar.